# Château de Sautré
Le château de Sautré est situé en France, dans la commune de Feneu, département de Maine-et-Loire, région des Pays-de-la-Loire.

## Histoire
Le château de Sautré fut construit au XIIè siècle sur un éperon rocheux dominant le ruisseau de la Suine. Cette forteresse commandait le cours de La Mayenne et protégeait Angers contre les invasions des Bretons et des Anglais. Aidé des moines de l’abbaye Saint-Nicolas, le seigneur Guillaume Wilhelmus de Fano décida d’assurer la sauvegarde des habitants contre les Normands, semant la dévastation et la désolation sur leur passage. Au XIIè siècle, il fit construire le château fort « Saltériacus » qui devint Sautré. Il s’agissait d’un point stratégique entre le Maine et la Normandie. Cette forteresse est prise plusieurs fois au cours des guerres civiles de la fin du XVIè siècle. Remanié au fil des siècles, il ne subsiste du château primitif que les assises inférieures du donjon et de la tour d’angle à toit pointu. « On raconte que des souterrains conduisaient des douves de Sautré à la chapelle des Vignes, en passant par la Chevalerie ». A la révolution, Sautré fut pris comme bien national, mais Chrysanthe de Varennes, revenu d’émigration, racheta le château. Différentes familles s’y succédèrent. A la fin de l’ancien Régime, 27 personnes assuraient le train de vie du château, soit 38 personnes à demeure avec les maîtres de Sautré. Ses propriétaires actuels ouvrent quelquefois les portes du château pour les Journées du Patrimoine ou pour des spectacles et animations musicales.
Nommé Eclesia de Salteri dans le deuxième cartulaire de Saint-Serge en 1124. Au XIIe siècle, la terre appartenait à Guillaume de Feneu, seigneur de Feneu qui y fonda la chapelle Notre-Dame, qualifiée de prieuré du Bignon, au profit des moines de Saint-Nicolas d'Angers. Le fief avec château fort est constitué au XIIIe siècle. Au XVe siècle il existe une chapelle seigneuriale dédié à Saint-Thomas, dite chapelle de la Planche. Les seigneurs de Sautré bénéficiaient aussi d'un enfeu dans l'église abbatiale de Saint-Nicolas d'Angers.
En 1591, pendant la période dite des guerres de religion en France, la forteresse de Sautré fut plusieurs fois, prise et reprise, et sera le théâtre de combats et siège, entre partisans de la ligue et soldats royaux. 
Les moulins à eau et le moulin à vent furent vendus nationalement le 7 floréal, an VI au citoyen Lheureux. Une partie de la terre vendue nationalement fut rachetée au retour de l'émigration. 
Au XIXe siècle, le domaine comprenait, le château avec futaies, chataigneraie, pépinière, mail, charmilles, jardins, taillis de réserve, les métairies de Beauvais et Belaise et un petit moulin à eau,. 
En 1892, la terre de Sautré, comprenant château et dépendances, les métairies de Beauvais, des Robinières, de Belaise et un moulin à eau, est mise en vente en cinq lots, aux enchères publiques.  

### Description

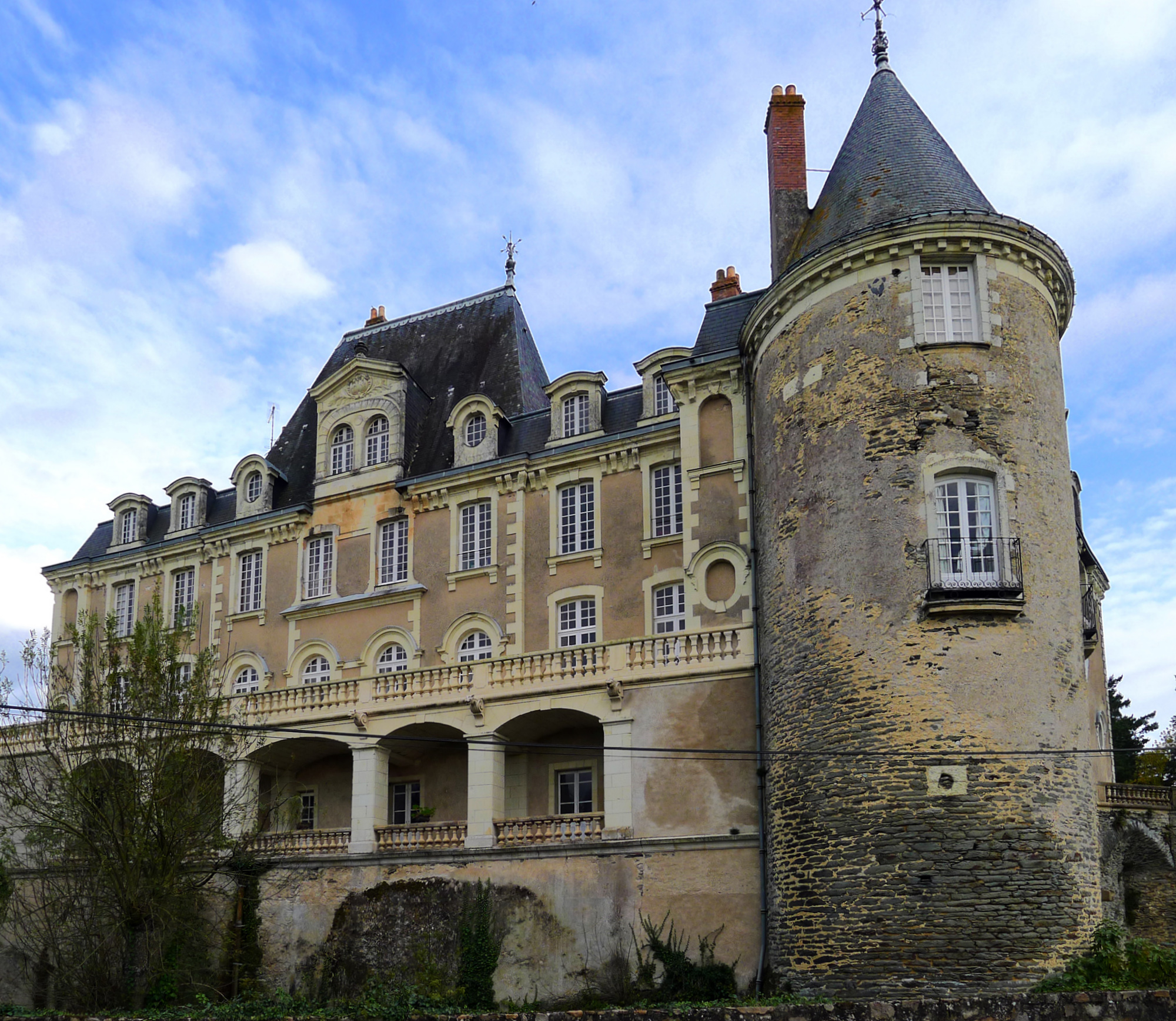
Château de Sautré

D'après Célestin Port, ; « Au confluent du ruisseau de la Suine dans la Mayenne, qu'y y forme deux jolies îles. Le château à trois corps en fer à cheval élevé sur un rocher entouré de douves de 30 pieds, présente une longue façade à toit mansard, dont le fronton central, triangulaire, dû vers 1830 à l'architecte Lecoy, a fait place fin XIXe siècle , à un pavillon d'ardoise.

Cette façade surmonte une élégante galerie à loggias, portée sur les murs de l'ancienne forteresse et rejoignant la grosse tour ronde de l'angle ouest.

Nul reste antique que les assises inférieure du donjon, encastrées dans les constructions modernes, et à l'angle nord-ouest une tour au toit pointu.

La façade vers l'ouest qui est  la principale, s'élève sur une terrasse, portée sur de gros murs de soutènement évidés en arcades, qui donnent jour aux cuisines pratiquées dans les soubassements.

Au rez-de-chaussée, un salon conserve de belles boiseries XVIIIe siècle et une élégante cheminée, sur un panneau detaché sont inscrites entre six lyres peintes, des sentences latines et italiennes.

À gauche en entrant par le perron, une sorte d'alcôve sert de chapelle dont l'autel est décoré d'une médiocre toile ; la naissance de jésus.»

De nos jours, le château possède un parc paysager[réf. souhaitée], et est ouvert au public, pendant les journées du patrimoine.

## Propriétaires successifs
- 1111 - Guillaume de Feneu, seigneur de Sautré, et Morine sa femme.

- 1248 - Robert des Champs, seigneur de Sautré.

### Famille de la Haie-Joulain
- 1312 - Hardouin de Fougeré, seigneur de Sautré, de la Haie-Joulain et du Plessis-Massé.
- 1366 - Hardouin de la Haie-Joulain, seigneur de Sautré.
- 1384-1408 - Briant de la Haie-Joulain, seigneur de Sautré.
- 1428 - Catherine de la Haie-Joulain, veuve de Geoffroy de Beaumont.

### Famille de Sainte-Maure
- 1458 - Charles de Sainte-Maure (père), seigneur de Sautré, époux de Catherine de la Haie-Joulain.

- 1478 - Charles de Sainte-Maure (fils), seigneur de Sautré.

### Famille de Daillon
- 1529 - Jacques de Daillon, seigneur de Sautré, chambellan ordinaire du roi, sénéchal d'Anjou, baron du Lude, défenseur de Fontarabie contre les Espagnols en 1522.
- Jean de Daillon, comte du Lude, baron d'Hilliers et Briançon, seigneur de Sautré, de Launay-Gobin et de la Turpinière, sénéchal d'Anjou en 1539, gouverneur de Poitou et Guyenne.
- 1557 - Guy de Daillon, comte du Lude, baron de Sautré, prend part à la défense de Metz, à la prise de Calais, puis aux guerres de religion dans les rangs catholiques, défense de Poitiers en 1569, fait prisonnier à Coutras.
- 1602 - Hélène de Daillon, épouse de F. de Chabannes, baron de Chalus et de Sautré[6].

### Famille Leclerc
- 1617 - R. Leclerc, seigneur de Sautré, des Roches et des Aunays.
- 1699 - y décède - René Leclerc, chevalier, baron de Sautré, sieur des Châtellenies de la Roche-Joulain, de Sceaux, Grez-Neuville et Feneu[6].
- y décède - René Cerisantes Leclerc, chevalier, doyen de l'ordre de Saint-Lazare, lieutenant des maréchaux dans le Maine, âgé de 90 ans.
- Lucie-Henriette Leclerc de Sautré[7]

### Famille de Goddes de Varennes
- François de Goddes (1643-1701), sieur de la Perriére et de Varennes, seigneur de Sautré et de la Roche-Joulain[8], gouverneur de Bouchain[7] et de Landrecies, aide de camp du duc d'Aumont, capitaine aux Gardes françaises, se signala à la bataille de Cassel en 1676[9], a épousé en 1680 Lucie-Henriette Leclerc (nièce et héritière Leclerc)[10],[11].

- Auguste-François de Goddes (1684-1757), marquis de Varennes, lieutenant-général des armées du roi, commandeur de l'ordre de Saint-Louis, gouverneur du château et des îles de Pornic, gouverneur des châteaux d'If près Marseille, Pomède et Ratonneau.

- Auguste-Claude-François de Goddes (1715-1782), marquis de Varennes, baron de Sautré, chevalier de l'ordre de Saint-Louis, capitaine aux Gardes françaises, décédé au château.

- Auguste-François-Chrysante de Goddes (1747-1811), marquis de Varennes, baron de Sautré, capitaine au régiment du roi, chevalier de l'ordre de Saint-Louis, membre de l'académie d'Angers en 1772, émigré[12] pendant la Révolution française, maire de Feneu de 1808 à 1811[13], décédé au château.

### Famille de la Motte-Baracé de Senonnes
- Pierre-Vincent-Gatien de la Motte-Baracé de Senonnes, marquis de Senonnes (1779-1851)[14], chevalier de la Légion d’honneur[15] en 1823, maire de Feneu en 1811 puis de 1815 à 1830[13], épouse en 1805[16] Auguste-Marie-Fortunée Gabrielle Goddes de Varennes (héritière du château et terre de Sautré). Sa fille Auguste-Mélanie-Gabrielle de la Motte-Baracé de Senonnes (1808-1857) épousera en 1831 Gustave Bucher de Chauvigné[17] député de Maine-et-Loire.
- Pierre-Auguste de la Motte-Baracé de Senonnes (1810-1844), décédé au château.
- 1844 - Héloïse de Jourdan de Fleins de la Perraudière, marquise de Senonnes, veuve de Pierre-Auguste de la Motte-Baracé de Senonnes.

### Propriétaires par ventes successives
- 1864 - J.P Picard, entrepreneur.
- 1892 - Gabrielle-Pauline-Henriette Rhodes Goodwin[18](1868-1952), comtesse de Roquefeuil en 1901, épouse de M. Lihoreau[19], puis en secondes noces, le comte Alain de Roquefeuil (1865-1917)[20],[21],[22].
- 1946 - M. Lihoreau, maire de la commune de Feneu de 1929 à 1942[13].
- 1949 - Famille Begary.
- 1956 - Abbaye de la Meilleraye.
- 1963 - M. Metayer.
- 1970 - M. Metayer.
- 1979 - M.Piron.
- 1981 - M.Cruard

1984 - M.Richard Philippe
2000 - M. Stéphane Gerbouin (kinésithérapeute)

## Sources
- Célestin Port, Dictionnaire dictionnaire historique, géographique et biographique de Maine-et-Loire, Version originale 1876, 1878, et révisée 1996.
- Archives départementales de Maine-et-Loire.

## Galerie

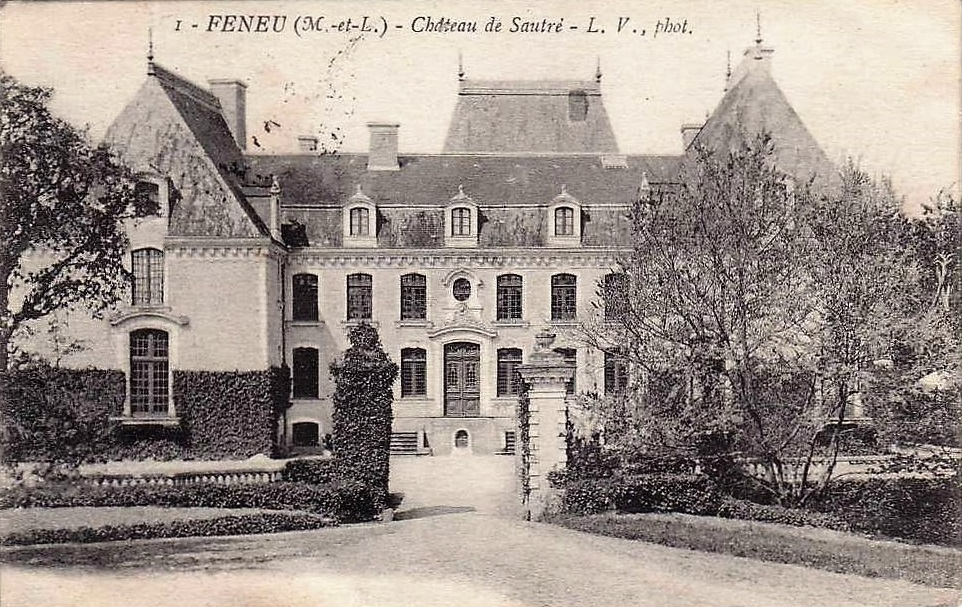
Carte postale, château de Sautré
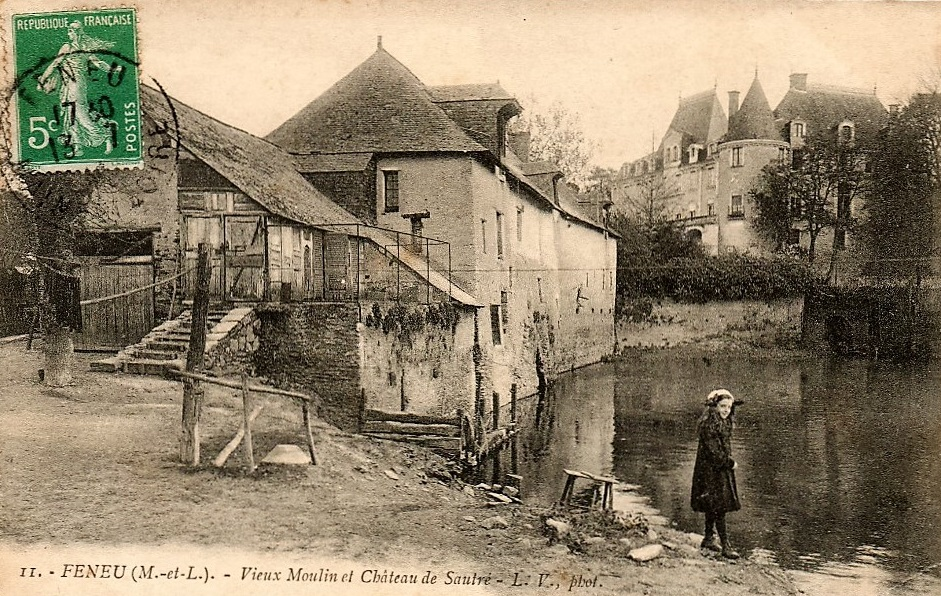
Carte postale, vieux moulin et château de Sautré
Carte postale, Feneu, château de Sautré
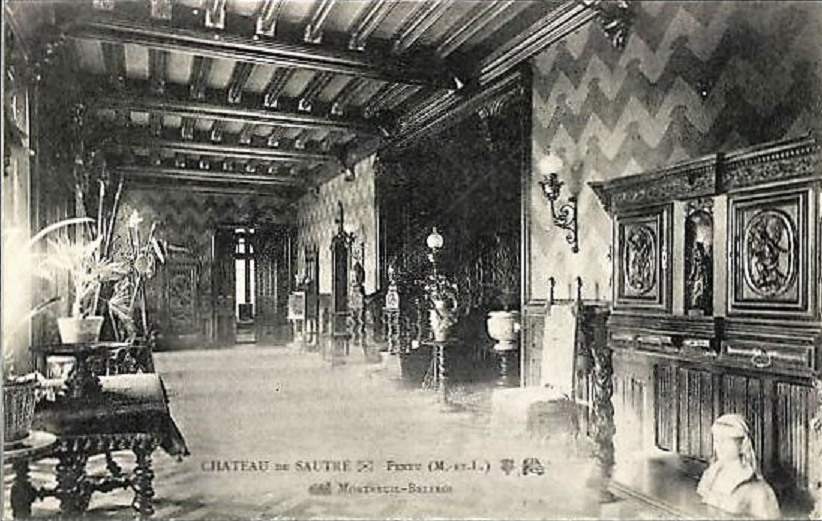
Carte postale, château de Sautré, boiseries du XVIIIe siècle